# Exochus kusigematii
Exochus kusigematii är en stekelart som beskrevs av Valentina I. Tolkanitz 2007. Exochus kusigematii ingår i släktet Exochus och familjen brokparasitsteklar. Inga underarter finns listade i Catalogue of Life.